# 43号美国国道
43号美国国道（英語：U.S. Route 43）是一条南北方向的美国国道。该公路连接了阿拉巴马州莫比尔和田纳西州摩利县，全长410英里。該國道於1934年通車。

## 來源
1. ↑   (地图). General Drafting Company. 1933  [October 9, 2016]. （原始内容存档于2023-05-19）.
2. ↑   (地图). General Drafting Company. November 1, 1934  [October 9, 2016]. （原始内容存档于2023-05-19）.